# ブリング・イット・オン・ホーム・トゥ・ミー
「ブリング・イット・オン・ホーム・トゥ・ミー」(Bring It On Home to Me) は、1962年にR&B歌手のサム・クックが制作、録音した楽曲である。この曲はクックの単なるヒット曲にとどまらず、異なるジャンルの多数のアーティストによってカバーされるポップ・スタンダードとなった。ロックの殿堂のロックン・ロールの歴史500曲（500 Songs that Shaped Rock and Roll）」の1曲にも選出されている。

## オリジナル
「ブリング・イット・オン・ホーム・トゥ・ミー」とその裏面の「パーティを開こう」(Having a Party) は、1962年5月にアメリカ合衆国で発売された。先に「パーティを開こう」がチャートに登場し、1962年の夏に17位を記録した。その後、「ブリング・イット・オン・ホーム・トゥ・ミー」がチャートに登場し、同じ夏に13位を記録した。なお、ルー・ロウルズが両方の曲のバックボーカルとして参加している。

## カバー
- アニマルズ - 1965年のシングル。全米ポップチャートで32位を記録するヒットとなった[4]。
- ザ・ゾンビーズ - 1965年のアルバム『Begin Here』で「ユーヴ・リアリー・ゴッタ・ホールド・オン・ミー」とのメドレー形式でのカヴァーを収録。ザ・ゴールデン・カップスは、このザ・ゾンビーズのヴァージョンを下敷きにしたメドレー・ヴァージョンのカヴァーを1969年のシングル「ルシール」のB面に収録している。
- ソニー&シェール - 1966年のアルバム『The Wondrous World of Sonny & Chér』に収録。
- エディ・フロイド - 1968年のシングル。全米ポップチャートで17位、R&Bチャートで4位を記録するヒットとなった[5]。
- ルー・ロウルズ - 1970年のシングル。全米ポップチャートとR&Bチャートにチャートインを果たした（96位と45位）[6]。
- サニー・テリーとブラウニー・マギー - 1973年のアルバム『Sonny & Brownie』に収録。
- ロッド・スチュワート - サム・クックの「ユー・センド・ミー」とのメドレーを「君に別離を」との両A面シングルで発売し、全英シングルチャートで7位を記録した[7]。ロッド・スチュワートは、1974年のソロアルバム『スマイラー』に、同じくこの曲と「ユー・センド・ミー」とのメドレーを収録している[8]。
- ウィルソン・ピケット - 1968年のアルバム『I'm in Love』に収録[9]。
- アレサ・フランクリン - 1969年のアルバム『ソウル'69』に収録[10]。
- ヴァン・モリソン - 1974年のライヴアルバム『魂の道のり』に収録[11][12]。
- デイヴ・メイスン - 1974年のアルバム『Dave Mason』に収録。
- ミッキー・ギリー - 1976年のシングル。カントリーチャートでナンバー1ヒットを記録した[13]。
- ポール・マッカートニー - 1988年のアルバム『バック・イン・ザ・U.S.S.R.』に収録[14]。また、2006年にジョージ・ベンソンとアル・ジャロウのアルバム『ギヴィン・イット・アップ (Givin' It Up)』で彼らと競演した[15]。
- ジョン・レノン - 1975年のアルバム『ロックン・ロール』にリトル・リチャードの愛しておくれとのメドレーで収録[16]。
- ボン・ジョヴィ - スティーヴ・ペリーとライヴで演奏した[17]。
- 柳ジョージ&レイニーウッド - 1980年のアルバム『Road Show』に収録[18]。
- ディクシー・チックス - 1990年のデビューアルバム『Thank Heavens for Dale Evans』に収録[19]。
- ステイタス・クォー - 1991年のアルバム『Rock 'til You Drop』に収録。
- マイケル・ボルトン - 1992年のアルバム『タイムレス（ザ・クラシックス）』に収録[20]。
- スモーキー・ロビンソンとブライアン・アダムス - 1993年にニューヨークのハーレムで行われたロックの殿堂のライヴでデュエットした。
- ジョーン・ジェット - 1993年のアルバム『Flashback』に収録。
- リタ・クーリッジ - 1996年のアルバム『Out of the Blues』に収録。
- 久保田麻琴と夕焼け楽団 - 1999年に発売されたライブ・コンピレーション・アルバム『ライヴ・サンセット 64' 10"』に収録。
- トータス松本 - 2003年のアルバム『TRAVELLER』に収録[21]。
- タブ・ベノワ - 2006年のアルバム『Brother To The Blues』に収録[22]。
- ベン・ミルズ - 2007年のアルバム『Picture of You』に収録[23]。
- ブリット・ダニエル - 2007年のコンピレーションアルバム『Bridging the Distance』に収録[24]。
- UB40 - 2010年のアルバム『Labour of Love IV』に収録。

## チャート・パフォーマンス

### サム・クックのバージョン
| 年   | チャート                   | 順位 |
| ---- | -------------------------- | ---- |
| 1962 | ブラック・シングルチャート | #2   |
| 1962 | ポップ・シングルチャート   | #13  |

### アニマルズのバージョン
| 年   | チャート                 | 順位 |
| ---- | ------------------------ | ---- |
| 1965 | ポップ・シングルチャート | #32  |
| 1965 | 全英シングルチャート     | #7   |
| 1965 | カナダ                   | #7   |
| 1965 | オランダ                 | #3   |
| 1965 | スウェーデン             | #1   |

### エディ・フロイドのバージョン
| 年   | チャート                   | 順位 |
| ---- | -------------------------- | ---- |
| 1968 | ブラック・シングルチャート | #4   |
| 1968 | ポップ・シングルチャート   | #17  |
| 1968 | カナダ                     | #24  |

### ルー・ロウルズのバージョン
| 年   | チャート                   | 順位 |
| ---- | -------------------------- | ---- |
| 1970 | ブラック・シングルチャート | #45  |
| 1970 | ポップ・シングルチャート   | #96  |

### ミッキー・ギリーのバージョン
| チャート（1976年）                                        | 最高位 |
| --------------------------------------------------------- | ------ |
| アメリカ合衆国ビルボード・ホットカントリー・シングルス    | 1      |
| アメリカ合衆国ビルボード・バブリング・アンダー・ホット100 | 1      |
| カナダ RPM カントリー・トラックス                         | 1      |